# 塩沢由典
塩沢 由典（しおざわ よしのり、1943年10月1日 - ）は、日本の経済学者。大阪市立大学名誉教授、前中央大学商学部教授。長野県塩尻市生まれ。

## 業績
一貫した新古典派均衡理論批判で知られている。現代古典派経済学・複雑系経済学を提唱し、進化経済学・国際貿易論などにも精通する。
本名は塩澤由典であるが、論文・著書等では一貫して「塩沢由典」を用いている。

## 略歴
- 1962年 長野県長野高等学校卒業
- 1966年 京都大学理学部数学科卒業
- 1968年 京都大学大学院理学研究科数理解析専攻修士課程修了、京都大学理学部助手。フランス留学を経て経済学に転向。
- 1976年 京都大学経済研究所助手
- 1983年 大阪市立大学経済学部助教授
- 1989年 同教授
- 2003年 大阪市立大学大学院創造都市研究科教授・同研究科長
- 2007年 同大学定年退任、名誉教授。京都大学経営管理大学院関西経済経営論（関西アーバン銀行）寄附講座教授
- 2008年 中央大学商学部教授。京都大学経営管理大学院関西経済経営論（関西アーバン銀行）寄附講座客員教授（2010年まで）
- 2015年 中央大学商学部教授を退職。

## おもな主張
経済は、経済主体にとってばかりでなく、それを研究する研究者にとっても大規模な複雑系であり、従来の経済学が複雑さの問題を正面に据えて考えてこなかったことを批判し、複雑系経済学を提唱する。社会科学の方法論としてはミクロ・マクロ・ループを唱え、方法論的個人主義も方法論的全体主義も不十分であるとしている。
経済が人間にとって複雑であることは、以下の経済主体の能力の3つの限界を必然とする。
- 視野の限界
- 合理性の限界
- 働きかけの限界

これらの概念は、ハーバート・サイモンの限定合理性と類似しているが、サイモンの概念では、視野の限界と合理性の限界とが併合されている。なお、合理性の限界の一部に、計算不可能性がある。これは原理的に計算できないという意味ではなく、プログラムを書けば計算できるとしても、必要な計算時間が急速に増大してしまい、実際的に計算できないことをも含意している。
3つの限界をもつ人間が世界大のネットワークである経済の中で行動できるためには、経済システムそのものにも特定の特徴が前提となる。これを塩沢は、次の3つの反発項によっておおむね特徴付けられるとしている。
- ゆらぎのある定常性[7]
- ゆるい連結(あそび)[8]
- 生存のゆとり

能力の3つの限界から、経済行動は最適化行動ではなく、定型行動/プログラム行動となる。しかし、それが一定の有効性をもちうるのは、経済がゆらぎつつも繰り返しのある定常系であるからである個人は、多数の定型行動のレバートリをもち、その中から選択している。また、経済行動がこのような定型行動であることから、定型の変化＝進化が重要となる。塩沢の主張では、複雑系経済学は進化経済学の基礎理論でもある。

## 現代古典派経済学および方法論
塩沢は、デヴィッド・リカード および ピエロ・スラッファ の延長上に古典経済学の伝統を現代の課題に合わせて展開することを意図している価格理論としては、マークアップによるフルコスト価格付けをベースに置き、最小価格定理により、投入の代替を限定されたものとする。塩沢などは、それを現代古典派経済学と呼んでいる。需要・供給の理論（価格を独立変数とする需要関数・供給関数の交点で価格と取引数量が決まるとする理論）を批判し、スラッファの原理に基づき、企業は設定した価格のもとで売れるだけ売る行動をとっており、これがケインズの有効需要の原理を企業水準でとらえたものとなると主張している。

### 均衡理論批判
新古典派の均衡理論は、基本的に需要供給の理論に基づいている。この理論は、価格を独立変数とする需要関数・供給関数が存在する／構成できることを大前提としている。しかし、これには基本的な問題があると塩沢は指摘する。
- 需要関数

この関数が存在するためには、消費者は所与の価格体系のもとに自己の効用を最大化できなければならない。それには予算制約下の効用最大化問題を解く必要がある。この問題を商品を単位ごとに購入する整数問題と考えると、効用関数が1次式という簡単な場合でも、計算量の理論にいうナップザック問題となり、多項式時間では解けないと推
定されている。近似解はもっとはやく求まり、効用の水準は近似するが、解を構成する商品の組み合わせは解ごとに大きく異なり、近似需要関数は安定しない。
- 供給関数

この関数が存在するためには、所与の価格のもとに企業が利潤を最大化する生産量が存在しなければならない。これは、裏からいえば、企業はこれ以上売りたくない数量をつねにもっていることを意味する。しかし、アメリカ合衆国での限界主義論争（1945-53年ごろ）で明らかになったように、企業は平常状態では収穫一定あるいは収穫逓増のもとに操業している。このようなとき、企業はよりたくさん売れれば、より利潤が大きくなる。企業が供給関数をもつというのは、企業がもっと売るための営業努力を否定するものである。　
以上の批判は、Arrow & Debreu による一般均衡理論に対しても基本的に妥当する。ここでは、企業と消費者は、それぞれ各価格ベクトルに対し、超過需要集合をもち、これが価格に対し上半連続となると仮定される。このような関数の存在をいうために企業は凸閉の生産可能集合をもつと仮定するが、これは（有限の資源の下では）実質的に収穫低減を前提するものにほかならない。

### ミクロ・マクロ・ループ
ミクロ・マクロ・ループに関する塩沢の最初の論考は『複雑さの帰結』第3章所収の「慣行の束としての経済システム」（1995年7月の報告）と思われる。その後、「ミクロ・マクロ・ループについて」が出た。
「ミクロ・マクロ・ループ」という表現は、塩沢によると、今井賢一・金子郁容『ネットワーク組織論』（岩波書店、1988年）からの借用であるが、内容的には大きな違いがある。今井・金子の「ミクロ・マクロ・ループ」は、組織における情報回路の在り方を示すが、塩沢の「ミクロ・マクロ・ループ」は、社会科学の方法論的な概念として用いられている。すなわち、社会や経済は、現在的にはミクロの主体の行動から形成されるが、その全体過程が個別主体の行動進化における環境条件となっている。したがって、長い進化の過程をへた秩序系においては、ミクロの行動定型はマクロの全体過程に条件づけられている。方法論的個人主義は、この点を見落としている。
ミクロ・マクロ・ループの概念は、人工市場論、エージェント・シミュレーションでも大きな主題となっている。また、進化経済学の方法論としても重要なものと考えられている。

### 経済行動の構造
塩沢は、経済行動を定型行動/プログラム行動と捉えるが、それらがどのような構造をもつか、どの程度の普遍性をもつかについても考察している。プログラム行動のもっとも単純な（構成的な）形態はCD変換として捉えられる。CD変換とは、吉田民人が提唱した概念で、Cognitive Meaning を Directive Meaningに変換するという意味である。この考え方は、チャールズ・サンダース・パースに発想の起源がある。 CD変換が複合された形態として、塩沢はチューリング機械に習ってqSS'q'という4つ組みの集合として、いかなる複雑な行動も記述されると主張している。
なお、定型行動を強調するからといって、塩沢が熟慮された行動を否定しているわけではない。

### 定常系および散逸構造系
塩沢は、均衡概念に代えて経済は、ゆらぎのある定常系である。それは平衡系とは本質的にことなる散逸構造 (Dissipative System) と見るべきだと主張している。

### 第三の科学研究法
塩沢は、科学の研究方法として、①理論、②実験につぐ第三の科学研究法としてコンピュータ・シミュレーションあるいはコンピュータ実験を挙げている。経済学の歴史においては、これは①「文学的方法」（概念による思考）、②「数学的方法」（20世紀には経済学の主たる研究法であった）に次ぐ「第三の研究方法」でもあると指摘し、21世紀の経済学の課題の一つが、エージェント・シミュレーションを文学的方法と数学的方法に並ぶ第三の方法に育て挙げることが必要としている。
その具体的な取組みとして、U-Martがある。これは当初、塩沢が提唱したものである。

## 複雑系経済学
塩沢は、1985年ごろから複雑さの問題が経済学を革新する核になると考えてきた。日本における複雑系ブームは、1996年以降である。なお、『市場の秩序学』の副題は「反均衡から複雑系へ」であり、これは日本で書名の「複雑系」が登場した最初の事例という。『市場の秩序学』『複雑さの帰結』『複雑系経済学入門』がいわば３部作。

## 進化経済学
塩沢には「進化経済学」を主題とした単著はないが、塩沢が編集長として企画した進化経済学会編『進化経済学ハンドブック』（共立出版、2006年）の「概説」(pp.3-134) は、塩沢の単独記事であり、塩沢の進化経済学像がコンパクトに提示されている。英語文献としては、進化経済学会誌 Evolutionary and Institutional Economic Review 創刊第巻第1号に書いたマニフェストがある。
進化の基体をどう考えるかについて、塩沢の考えには変遷がある。2000年段階では、進化の基体を通説にしたがって「複製子」(replicator) としていたが、2004年段階では、複製子は特殊事例として、より一般的には「保持子」を考えるべきだとしている。保持子の概念の起源はキャンベルにある。この概念は、オルドリツジ、藤本隆宏などにも採用されている。塩沢の考えの変化は、『進化経済学ハンドブック』の編集過程の討論において、組織をも進化するものの代表例に編入するために起こったものと思われる。

## 国際貿易論
リカード貿易論を現代化するリカード・スラッファ貿易論の構築を試みている。藤本隆宏との共著論文では、リカード・スラッファ貿易理論をベースに、日本と中国を念頭に企業間および多国籍化した企業内の工場間競争を論じている。
2014年、『リカード貿易問題の最終解決』（岩波書店）を刊行した。塩沢は、これにより、リカードとマルクスが構築を構想しながらできなかった国際価値論（古典派価値論の延長上にある国際価値論）が構成できたと主張している。それによれば、Hechscher-Ohlin-Samuelson理論（HOS理論）を中心とする従来の貿易論では不可能だった貿易摩擦や国際的な賃金率格差が扱えるようになった。そのため、開発経済学と貿易理論、国際政治経済学と貿易理論との共同作業も可能になったという。塩沢は、また、古典派価値論の延長上に国際価値論が構築できた結果、古典派価値論の弱点が克服され、古典派価値論が21世紀の価値論＝価格理論として復活する基盤ができたと主張している。同書の第2章で核となる考え方が紹介され、第3章では厳密な理論構成が与えられているが、数学的証明は第5章にまわされている。第4章は、国際貿易論に関する長い学説史であり、塩沢の国際価値論の意義と位置を理解することができる。
塩沢の最新の考えは、論文The New Theory of International Values: An Overview にまとめられている。

## 地域経済論
『関西経済論／原理と議題』(2010) で登場した。従来の地域経済論/地域経済学が、地域の経済史や個別産業の実証研究、産業構造の分析に限定されていることを批判、地域経済を考えるには、まず地域経済の発展の原理論が必要と主張、内編第1章と第2章をそれに当てている。塩沢由典は、ジェイン・ジェイコブズ (Jane Jacobs) の考えを取り入れ、経済発展の基本単位は都市であるとする。その理由は、供給面・需要面の2面で考えられる。供給面では、都市という交流環境によって、新しい考えや商品が高い頻度で出現すること（第2章第7節）、需要面では、都市経済の大きさが産業（とくにサービス）の多様性を可能にする（第2章第8節）と指摘している。
都市地域については、塩沢由典は「一日交流圏」の概念を採用している。これは「普通の人がほぼ毎日、顔をあわせることのできる範囲」とされ、具体的にはある地点から公共交通機関で1時間かつ運賃千円以下とされている。これの概念により、世界の大都市圏の総所得を比較すると、京阪神大都市圏は、ニューヨーク・東京・ロサンゼルスについで世界第4位に入ると試算している（第3第5節）。『関西経済論』の問題意識は、これほどの経済地域でありながら、関西の失業率が恒常的に高く、成長率も相対的に振るわないのはなぜにある。
『関西経済論』第5章「道州制について」は、道州制に関する経済学的観点からのほとんど唯一無二の労作である。

## 日本経済および経済政策
『今よりマシな日本社会をどう作れるか』(2013) は、塩沢が日本経済および日本経済の今後のあり方について語った初めての本である。題材をアベノミクスにとっているが、多くの関連書と違い、アベノミクスへの賛否よりも、それが出てきた学問的背景（リフレ派がなぜ実質利子率に固執するのか、など）を説明している。
本書の塩沢の基本的認識は、現在の日本をデフレと呼ぶべきでなく、物価が安定しているというものである。リフレーション政策に頼ることなく、物価を安定させながらも、経済を成長させる道があると説く。医療・介護・保育・教育など、潜在的需要を顕在化させるための制度設計を提唱している。一種の大きな政府論であるが、福祉社会論ではなく、今後可能な経済成長の新しい姿を描いている点が従来にない新鮮な議論となっている。

## 評価と批判
比較的多くの理解者がいる一方、塩沢に対する批判は強い。ひとつは批判されている主流派経済学あるいはそれを是としているものからの批判である。

### 新古典派経済学からの批判
若田部昌澄の批判が代表的。塩沢の研究は主流派経済学を「画化・矮小化・単純化」するものとしている。
また、稲葉振一郎・松尾匡・吉原直毅『マルクスの使いみち』（太田出版、2006年）第1章は、新古典派の方法にたつ3人のマルクス経済学者および元マルクス学者がみずからの立場を弁明するために、塩沢の新古典派批判を批判したものである。新古典派の数学的方法は、搾取や公正などマルクス経済学の発展した理論構築に有効であるにもかかわらず、塩沢は新古典派批判により、そのような可能性を否定し、理論展開の方向に逆行しているとしている。

### その他の討論
- シンポジウム「複雑性・合理性・定常性をめぐって」

『複雑さの帰結』の公刊を契機に大阪市立大学経済学部を中心とした研究者による討論と塩沢の応答
Jean Cartelier, Professor Shiozawa's case against general equilibrium : a comment 3-9; 金子勝, 限定合理性と制度の経済学, 10-19; 石塚良次, 経済的行為と制度の存立構造, 20-25; 張博珍, 複雑性と経済学の思考 : パンドラの箱は開いたか, 26-36; 松井奈津, 習慣とシステム : ミクロの発信・マクロの受信, 37-42; 大島真理夫, 塩沢『複雑系経済学』構想へのコメント, 43-49; 脇村孝平,「合理性」と経済学の倫理的基礎, 50-53; 中村健吾,『複雑さの帰結』をめぐる幾つかの疑問, 54-57; 海老塚明, 急進客観主義と急進主観主義の相克, 58-62; 塩沢由典「『帰結』批評への応答 : 複雑さの問題はいかに受け取られたか, 63-123: 掲載『経済学雑誌』98(5/6): 3-123, 1998-03.WEB上に公開されている。
- シンポジウム：「新古典派を超えて」専修大学社会科学研究所主催 (1995年7月1-2日)
  - 塩沢由典「『経済学における正統と異端』書評」『専修大学社会科学研究所月報』(387)、1996.6.
  - 「経済学の諸潮流とその評価の観点について--塩沢由典氏の批判に答えて」

『経済学における正統と異端』をめぐる塩沢による批判と執筆者による応答
応答： 平井俊顕、「過去の理論」と「現代の理論」のあいだの知的緊張と交錯、3-7; 野口旭、経済学における「批判」と「擁護」,18-38; 川俣雅弘 原典に忠実で,形式的に完全な,過去の経済理論の解釈は可能か,39-51; 掲載『専修大学社会科学研究所月報』(402),1996-12.
こちらは、書評形式による経済学の進め方に対する塩沢の主張＝批判と、それに対する弁明である。

## 著書
- 数理経済学の基礎 朝倉書店 1981.10 (数理科学ライブラリー)
- 近代経済学の反省 日本経済新聞社 1983.11 (経済学研究双書)
- 市場の秩序学 反均衡から複雑系へ 筑摩書房 1990.9。ちくま学芸文庫 1998
- 複雑さの帰結 複雑系経済学試論 NTT出版 1997.6
- 複雑系経済学入門 生産性出版 1997.9。増補・ちくま学芸文庫 2020
- マルクスの遺産 アルチュセールから複雑系まで 藤原書店 2002.3
- 関西経済論 原理と議題 晃洋書房 2010.3 (シリーズ関西の創造)
- 今よりマシな日本社会をどう作れるか 経済学者の視点から 編集グループSURE 2013.6
- リカード貿易問題の最終解決 岩波書店 2014.3

## 共編著
- 大学講義ベンチャー・ビジネス論 阿吽社 1991.3
- 方法としての進化 進化経済学会共編 シュプリンガー・フェアラーク東京 2000.6 (ゲネシス進化経済学)
- 挑戦起業家育成への道 日刊工業新聞社 2004.6
- 経済思想　経済学の現在1 日本経済評論社 2004.5。責任編集
- 自由について 七つの問答 丸山眞男。鶴見俊輔・北沢恒彦と聞き手 編集グループSURE 2005.7
- 創造村をつくろう! 大阪・キタからの挑戦 間藤芳樹共編 晃洋書房 2006.6
- 創造都市への戦略 小長谷一之共編著 晃洋書房 2007.4
- まちづくりと創造都市 基礎と応用 小長谷一之共編著 晃洋書房 2008.5
- まちづくりと創造都市 2(地域再生編) 小長谷一之共編著 晃洋書房 2009.5
- 経済学を再建する　中央大学出版部　2014.3 (前半「提案編」全5章は塩沢の単独論文)
- A New Construction of Ricardian Theory of International Values: Analytical and Historical Approach, edited by Y. Shiozawa, T. Oka, and T. Tabuchi, Springer Science, Singapore, 2017.

## 翻訳
- 科学者のための哲学講義 ルイ・アルチュセール 西川長夫,阪上孝共訳 福村出版 1977.2
- バタフライ・エコノミクス―複雑系で読み解く社会と経済の動き ポール オームロッド (著), 塩沢由典 (監修)・北沢格訳、早川書房 2001.9.